# STS-64
STS-64 e шестдесет и четвъртата мисия на НАСА по програмата Спейс шатъл и деветнадесети полет на совалката Дискавъри. Това е първият полет на технологията лидар (от английски: LIDAR – Light Identification, Detection and Ranging) и първата космическа разходка с вързан астронавт от 10 години насам (мисия STS-51A).

## Екипаж
| Пост                    | Астронавт                                |
| ----------------------- | ---------------------------------------- |
| Командир                | Ричард Ричардс четвърти космически полет |
| Пилот                   | Лойд Хемънд втори космически полет       |
| Специалист на мисията 1 | Джери Лененджър първи космически полет   |
| Специалист на мисията 2 | Сюзан Хелмс втори космически полет       |
| Специалист на мисията 3 | Карл Мийд трети космически полет         |
| Специалист на мисията 4 | Марк Ли трети космически полет           |

- Броят на полетите е преди и включително тази мисия.

## Полетът
Мисията включвала изпълнение на експерименти в различни области, някои от които са: експеримент LITE (от английски: Lidar In-Space Technology Experiment)- летателни изпитания на Лидара, експерименти с възвръщаем спътник (SPARTAN 201), оборудван с астрономична апаратура, изпробване на средства за автономно придвижване на астронавти SAFER, експеримент SPIFEX – събиране на данни от системата за орбитални маневри и други.
Лидарът представлява технология за получаване на информация за отдалечени обекти, чрез активни оптични системи, използващи явленията на отражение на светлината и нейната дисперсия в прозрачна и полупрозрачна среда. По време на експеримента са получени картини на облачни структури, облаци прах, дим от горски пожари и други замърсители от атмосферата над Северна Европа, Индонезия и южната част на Тихия океан, Русия и Африка.
Специалистите на полета Карл Мийд и Марк Ли провеждат една космическа разходка, по време на която изпитват нови раници за придвижване и спасяване на астронавти (експеримент SAFER).
На петия ден е освободен за втория си автономен полет спътникът SPARTAN-201 (от английски: The Shuttle Pointed Autonomous Research Tool for AstroNomy-201). Задачите на спътника са събиране на данни за ускорението и скоростта на слънчевия вятър, както и да се заснеме слънчевата корона. Данните са записани, а са възпроизведени след завръщането на Земята. SPARTAN-201 е прибран обратно на борда след 2 дни.

## Параметри на мисията
- Маса:
  - При старта: ? кг
  - При кацането: ? кг
  - Полезен товар: 9260 кг
- Перигей: 259 км
- Апогей: 269 км
- Инклинация: 56,9°
- Орбитален период: 89.5 мин

### Космически разходки
| № | Участници           | Начало                      | Край                        | Продължителност  |
| - | ------------------- | --------------------------- | --------------------------- | ---------------- |
| 1 | Марк Ли и Карл Мийд | 16 септември 1994 14:42 UTC | 16 септември 1994 21:33 UTC | 6 часа 51 минути |

## Галерия
- Стартът на совалката
- Астронавтите Марк Ли и Карл Мийд по време на космическата си разходка
- Карл Мийд „виси“ над совалката
- Спътника „Спартан“, захванат от ръката на совалката